# Geelbek
De geelbek (Atractoscion aequidens) is een straalvinnige vis uit de familie van ombervissen (Sciaenidae) en behoort derhalve tot de orde van baarsachtigen (Perciformes). De vis kan een lengte bereiken van 130 cm.

## Leefomgeving
Atractoscion aequidens komt in zeewater en brak water voor. De vis prefereert een tropisch klimaat en heeft zich verspreid over de Atlantische en Indische Oceaan. De diepteverspreiding is 15 tot 200 m onder het wateroppervlak.

## Relatie tot de mens
Atractoscion aequidens is voor de visserij van aanzienlijk commercieel belang. In de hengelsport wordt er weinig op de vis gejaagd.